# Colom imperial de Forsten
El colom imperial de Forsten (Ducula forsteni) és una espècie d'ocell de la família dels colúmbids (Columbidae) que habita boscos de les muntanyes de Sulawesi.